# Église évangélique des frères tchèques

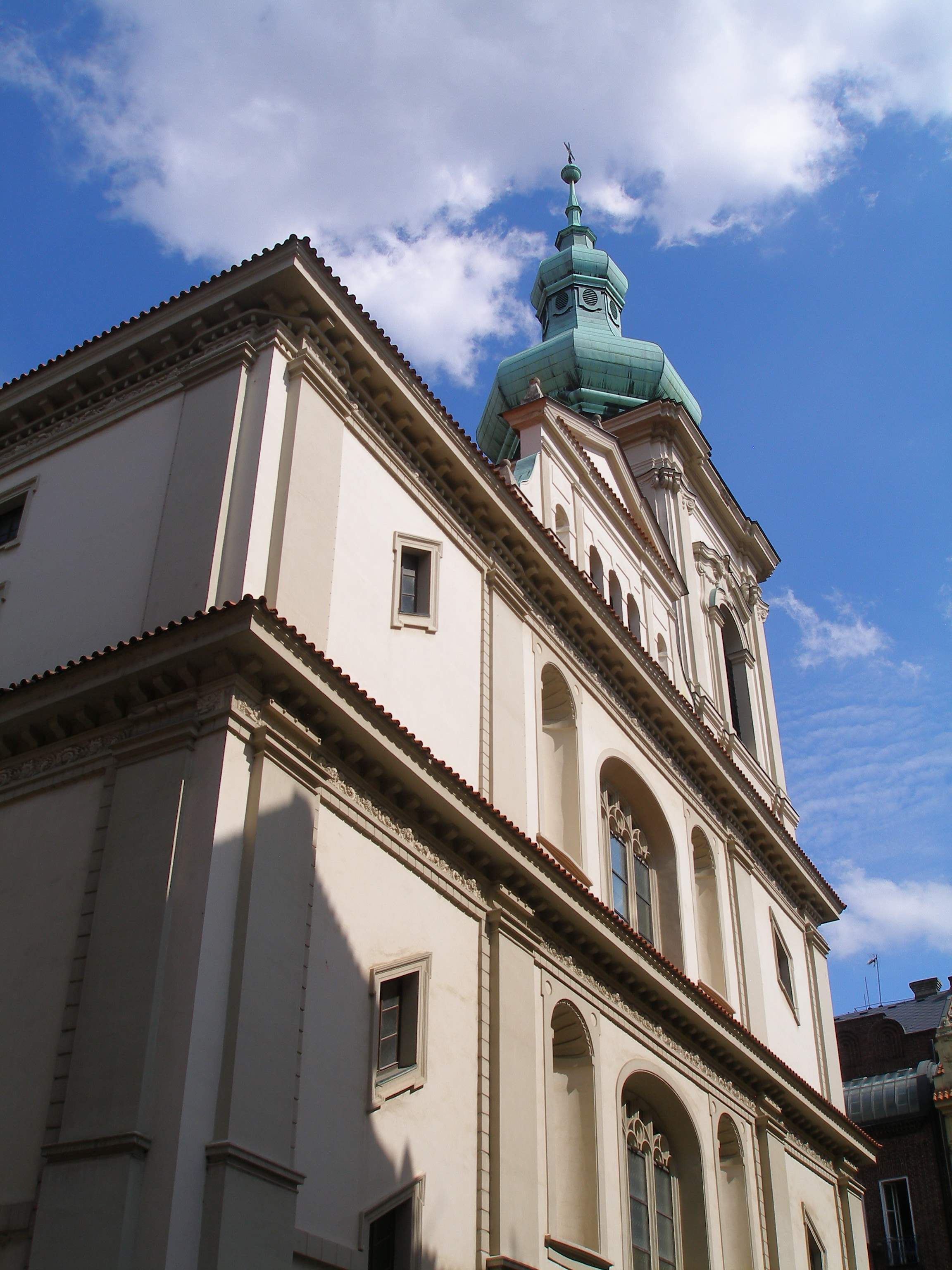
Kostel svatého Salvátora (Praha, Salvátorská ulice)

L’Église évangélique des frères tchèques (en tchèque, Českobratrská církev evangelická) est une église réformée présente sur le territoire de la République tchèque. Selon le recensement de 2011, elle compte 51 936 membres, ce qui en fait la première obédience protestante du pays. Elle est membre de l'Alliance réformée mondiale et de la Fédération luthérienne mondiale.
Elle est l'héritière de l'Église évangélique luthérienne et de l'Église réformée (calviniste), les deux seules autorisées dans le royaume de Bohême par l'Édit de tolérance de 1781 de Joseph II d'Autriche qui accorde aux protestants et aux orthodoxes la liberté de culte et leur restitue la totalité de leurs droits civiques.
Appelées régulièrement, durant le XIXe siècle, à unir leurs forces, ces deux Églises ne fusionnent qu'en décembre 1918 peu après la déclaration d'indépendance de la Tchécoslovaquie. La nouvelle Église se considère alors comme la continuatrice, non seulement du message évangélique de Martin Luther et Jean Calvin mais aussi de leur prédécesseur tchèque, Jan Hus, inspirateur de l’Église hussite et du mouvement des Frères Tchèques.